# パンター (写真レンズ)
パンター（Panther ）はゲルツとカール・ツァイスが使用したレンズブランドである。

## ゲルツ
ゲルツ・ドッペルアナスチグマート・シリーズIIaの後継として設計された。2群8枚。

## カール・ツァイス
ゲルツがツァイス・イコンになった際、そのレンズ部門はカール・ツァイスに移管され、パンターブランドもカール・ツァイスの所有となり、コンタフレックス用に3群3枚のレンズが製造された。